# 蜀道の険

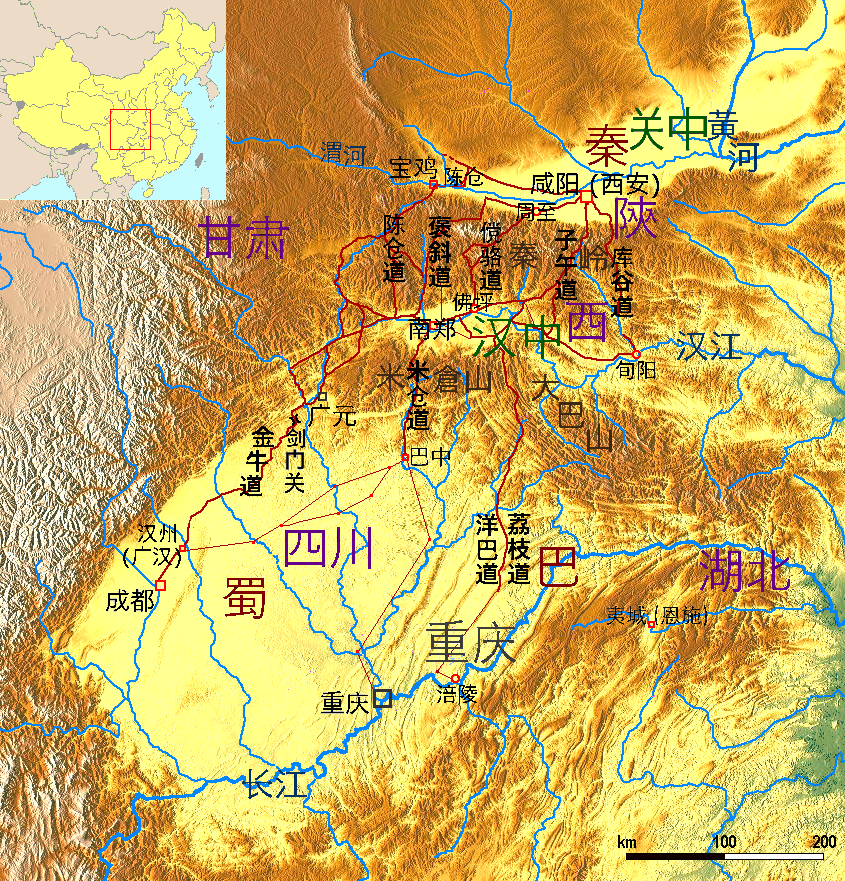
蜀道の険、 = 市、 = 県

蜀道の険（しょくどうのけん）は、戦国時代、秦の恵文王が蜀王を騙して敷かせたとされる道。
蜀道とは漢中から成都への桟道の事を指す。李白が「蜀道の難は、青天に上るよりも難し」と歌ったほどの難所であった。中でも、垂直に切り立った岩肌に取り付く蜀の桟道は、現在は観光名所（四川省広元市朝天区の明月峡、陝西省漢中市勉県の石門桟道など）として知られる。1982年に沿線の剣門関、李白故居、皇沢寺、七曲山大廟などは「剣門蜀道風景名勝区」として中華人民共和国国家級風景名勝区に認定された。

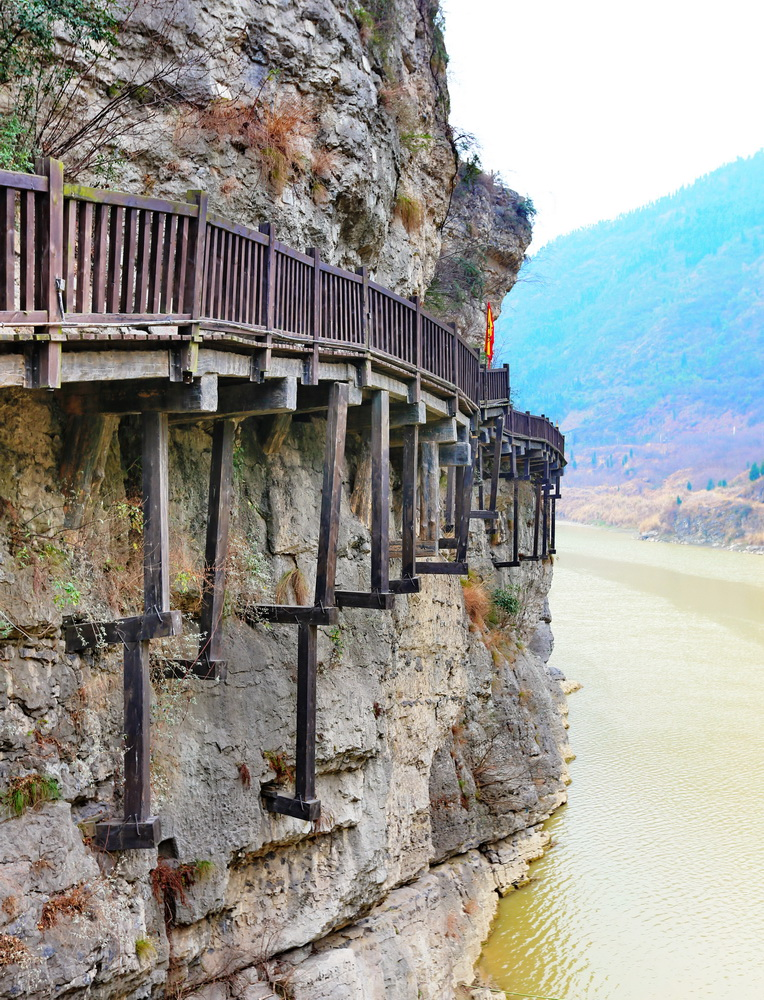
明月峡

諸葛亮は魏の長安（現在の西安）を攻めるため、成都から漢中へと行く全長600 kmの金牛道を軍行した。成都から漢中へは途中、東西500 kmの大巴山脈がある。金牛道はその大巴山脈の大剣山と小剣山の間の剣門関を通っている。この剣門関は孔明によって整備され、のちに李白が「一夫関に当たれば万夫も開くなし（一人の兵が守れば、大勢の兵は関を突破出来ない）」と詠った。明月峡には川沿いの断崖に木の杭を打ってできた小道があり、これも孔明が指示して作らせたとされる。